# Gräsfjärilar
Gräsfjärilar (Satyrinae) är en underfamilj i familjen praktfjärilar (Nymphalidae).
Liksom hos andra fjärilar i samma familj är frambenen förkrympta och oanvändbara till gång hos både hannar och honor. Från övriga underfamiljer avviker gräsfjärilar genom blåslika svallningar vid basen av en eller flera av framvingarnas nerver. Dessa fjärilar är medelstora eller små fjärilar med matta, oftast mörka färger. Vingarna är tecknade med ögonfläckar nära utkanten, åtminstone på undersidan, men ofta även på översidan. Bakvingarnas undersida är ofta marmorerad av brunt, grått och vitt, så att den liknar de lavbevuxna klippor eller trädstammar, på vilka en del arter ofta vilar med hopslagna vingar.
Larverna är, olikt andra dagfjärillarver, tät- och korthåriga samt har sista leden tvåkluven. Till färgen är de bruna eller gröna, tecknade med ljusa, längsgående strimmor. De är mest i rörelse om natten och lever på olika gräsarter.
Pupporna är rundade, utan kanter eller utskott. De är vanligen fritt upphängda vid spetsen av bakkroppen, som då är utrustad med de vanliga små fästhakarna, men stundom saknas dessa senare, i vilket fall pupporna vilar på marken eller till och med under dess yta. Ungefär 3 000 arter av denna underfamilj är kända från alla världsdelar. I Sverige förekommer ungefär 20 arter (se lista med Nordens arter).